# 1984年夏季奥林匹克运动会加纳代表团
1984年夏季奥林匹克运动会加纳代表团是加纳派出的1984年夏季奥林匹克运动会代表团。